# 190년대
190년대는 190년부터 199년까지를 가리킨다.

## 대사건
초평(初平) 연간(190~193년): 오환의 수령 구력거가 사망한 뒤, 조카인 답돈이 뒤를 이었다.
건안(建安, 196~220년) 초: 원소(袁紹)는 조서(詔書)를 꾸며 답돈을 오환선우(單于)로 삼고 한로왕 오연(烏延) 과 초왕 소복연(蘇僕延) 등 다른 3군 오환의 지도자들을 제각기 좌,우 선우로 삼아 답돈의 명령을 받들도록 했다.

## 참고 문헌
- 범엽, 《후한서》(5세기), 〈제90권 오환선비열전(烏桓鮮卑列傳)〉 (漢文本)